# Haplogonaria phyllospadicis
Haplogonaria phyllospadicis är en plattmaskart som beskrevs av Hooge och Tyler 2003. Haplogonaria phyllospadicis ingår i släktet Haplogonaria och familjen Haploposthiidae. Inga underarter finns listade i Catalogue of Life.